# Ducado do Palatinado-Mosbach
O Ducado do Palatinado-Mosbach (em alemão:  Herzogtum Pfalz-Mosbach) ou simplesmente Palatinado-Mosbach (em alemão:  Pfalz-Mosbach) era um estado do Sacro Império Romano-Germânico centrado nas cidades de Mosbach e Eberbach (no norte do atual Estado alemão de Baden-Württemberg).
O Palatinado-Mosbach foi criado em 1410 por desagregação do Eleitorado do Palatinado após a morte do rei Roberto da Germânia (que também era Eleitor Palatino sob o nome de Ruperto III) para o seu filho mais novo Otão.
Entretanto, já em 1448, Otão herdou metade do Palatinado-Neumarkt e adquiriu a outra metade, integrando os territórios e redenominando o seu novo estado como Palatinado-Mosbach-Neumarkt.

## Soberanos do Palatinado-Mosbach-Neumarkt

### Título
O título dos soberanos era Conde palatino no Reno e Duque de Mosbach (em alemão:  Pfalzgraf bei Rhein und Herzog von Mosbach). Na sua qualidade de membros de um ramo colateral da família do Príncipe-Eleitor do Palatinado, os soberanos usavam o título Conde Palatino (no Reno).

### Lista de Duques
- Otão I do Palatinado-Mosbach, 1410-1448
  - reunido ao Palatinado-Neumarkt para formar o Palatinado-Mosbach-Neumarkt